# Copa J. League 2003
La Copa J. League 2003, también conocida como Copa Yamazaki Nabisco 2003 por motivos de patrocinio, fue la 28.ª edición de la Copa de la Liga de Japón y la 11.ª edición bajo el actual formato.
El campeón fue Urawa Red Diamonds, tras vencer en la final a Kashima Antlers. De esta manera, el conjunto de la capital de la Prefectura de Saitama se consagró por primera vez en este torneo.

## Formato de competición
- Formaron parte del torneo los 16 equipos que participaron de la J. League Division 1 2003.
  - Kashima Antlers y Shimizu S-Pulse, clasificados para la Liga de Campeones de la AFC 2002-03, estuvieron exento de participar en la fase de grupos e ingresaron directamente a cuartos de final.
- Fase de grupos: se fijó el 8 de marzo para el inicio de la participación de los restantes 15 equipos, que fueron divididos en cuatro grupos: dos de cuatro clubes cada uno y los dos restantes de tres conjuntos cada uno.
  - En los grupos de cuatro clubes, cada cuadro debió disputar seis juegos en total -tres de local y tres de visitante-.
  - En las zonas de tres conjuntos, cada equipo tuvo que completar cuatro partidos -dos de local y dos de visitante- y quedar libre en dos fechas.
  - Para determinar el orden de clasificación de los equipos se utilizó el siguiente criterio:

1. Puntos obtenidos.
2. Diferencia de goles.
3. Goles a favor.
4. Sorteo.
Los cuatro ganadores de grupo junto con los segundos de las zonas A y B avanzaron a la fase final del torneo.
- Fase final: se llevó a cabo entre los seis clubes provenientes de la primera fase junto con Kashima Antlers y Shimizu S-Pulse.
  - En cuartos de final y semifinales se enfrentaron en serie de dos partidos, a ida y vuelta. En caso de igualdad en el total de goles, se realizaría una prórroga con gol de oro. De continuar la igualdad en el marcador global, se realizaría una tanda de penales.
  - La final se jugó a un solo partido. En caso de empate en los 90 minutos se haría una prórroga; si aún persistía la igualdad se ejecutaría una tanda de penales.

## Calendario
| Etapa          | Ronda            | Ida                    | Vuelta                 | Observaciones                                                                                |
| -------------- | ---------------- | ---------------------- | ---------------------- | -------------------------------------------------------------------------------------------- |
| Fase de grupos | Fecha 1          | 8 de marzo de 2003     | 8 de marzo de 2003     | Libres: JEF United Ichihara (Grupo C) y Nagoya Grampus Eight (Grupo D)                       |
| Fase de grupos | Fecha 2          | 15 de marzo de 2003    | 15 de marzo de 2003    | Libres: Gamba Osaka (Grupo C) y Kyoto Purple Sanga (Grupo D)                                 |
| Fase de grupos | Fecha 3          | 9 de abril de 2003     | 9 de abril de 2003     | Libres: Gamba Osaka (Grupo C) y Oita Trinita (Grupo D)                                       |
| Fase de grupos | Fecha 4          | 23 de abril de 2003    | 23 de abril de 2003    | Libres: JEF United Ichihara (Grupo C) y Nagoya Grampus Eight (Grupo D)                       |
| Fase de grupos | Fecha 5          | 2 de julio de 2003     | 2 de julio de 2003     | Libres: Cerezo Osaka (Grupo C) y Kyoto Purple Sanga (Grupo D)                                |
| Fase de grupos | Fecha 6          | 16 de julio de 2003    | 16 de julio de 2003    | Libres: Cerezo Osaka (Grupo C) y Oita Trinita (Grupo D)                                      |
| Fase final     | Cuartos de final | 13 de agosto de 2003   | 27 de agosto de 2003   | Inicio de participación de los equipos clasificados a la Liga de Campeones de la AFC 2002-03 |
| Fase final     | Semifinales      | 1 de octubre de 2003   | 8 de octubre de 2003   | Participación de los ganadores de los cuartos de final                                       |
| Fase final     | Final            | 3 de noviembre de 2003 | 3 de noviembre de 2003 | Participación de los ganadores de las semifinales                                            |

## Fase de grupos

### Grupo A
| Equipo             | Pts | PJ | PG | PE | PP | GF | GC | DG |
| ------------------ | --- | -- | -- | -- | -- | -- | -- | -- |
| Júbilo Iwata       | 10  | 6  | 3  | 1  | 2  | 13 | 8  | +5 |
| Urawa Red Diamonds | 8   | 6  | 2  | 2  | 2  | 4  | 5  | -1 |
| Tokyo Verdy 1969   | 8   | 6  | 2  | 2  | 2  | 7  | 10 | -3 |
| Vissel Kobe        | 7   | 6  | 2  | 1  | 3  | 9  | 10 | -1 |

| \| Fecha \| Lugar \| Local \| Resultado \| Visitante \| \| ----------- \| --------- \| ------------------ \| --------- \| ------------------ \| \| 8 de marzo \| Kagoshima \| Júbilo Iwata \| 2:0 \| Urawa Red Diamonds \| \| 8 de marzo \| Chōfu \| Tokyo Verdy 1969 \| 0:1 \| Vissel Kobe \| \| 15 de marzo \| Kōbe \| Vissel Kobe \| 4:2 \| Júbilo Iwata \| \| 15 de marzo \| Saitama \| Urawa Red Diamonds \| 0:1 \| Tokyo Verdy 1969 \| \| 9 de abril \| Kōbe \| Vissel Kobe \| 1:2 \| Urawa Red Diamonds \| \| 9 de abril \| Iwata \| Júbilo Iwata \| 4:0 \| Tokyo Verdy 1969 \| \| 23 de abril \| Kōbe \| Vissel Kobe \| 2:2 \| Tokyo Verdy 1969 \| \| 23 de abril \| Saitama \| Urawa Red Diamonds \| 0:0 \| Júbilo Iwata \| \| 2 de julio \| Iwata \| Júbilo Iwata \| 3:1 \| Vissel Kobe \| \| 2 de julio \| Chōfu \| Tokyo Verdy 1969 \| 1:1 \| Urawa Red Diamonds \| \| 16 de julio \| Tokio \| Tokyo Verdy 1969 \| 3:2 \| Júbilo Iwata \| \| 16 de julio \| Saitama \| Urawa Red Diamonds \| 1:0 \| Vissel Kobe \| |           |                    |           |                    |
| Fecha | Lugar     | Local              | Resultado | Visitante          |
| 8 de marzo | Kagoshima | Júbilo Iwata       | 2:0       | Urawa Red Diamonds |
| 8 de marzo | Chōfu     | Tokyo Verdy 1969   | 0:1       | Vissel Kobe        |
| 15 de marzo | Kōbe      | Vissel Kobe        | 4:2       | Júbilo Iwata       |
| 15 de marzo | Saitama   | Urawa Red Diamonds | 0:1       | Tokyo Verdy 1969   |
| 9 de abril | Kōbe      | Vissel Kobe        | 1:2       | Urawa Red Diamonds |
| 9 de abril | Iwata     | Júbilo Iwata       | 4:0       | Tokyo Verdy 1969   |
| 23 de abril | Kōbe      | Vissel Kobe        | 2:2       | Tokyo Verdy 1969   |
| 23 de abril | Saitama   | Urawa Red Diamonds | 0:0       | Júbilo Iwata       |
| 2 de julio | Iwata     | Júbilo Iwata       | 3:1       | Vissel Kobe        |
| 2 de julio | Chōfu     | Tokyo Verdy 1969   | 1:1       | Urawa Red Diamonds |
| 16 de julio | Tokio     | Tokyo Verdy 1969   | 3:2       | Júbilo Iwata       |
| 16 de julio | Saitama   | Urawa Red Diamonds | 1:0       | Vissel Kobe        |

### Grupo B
| Equipo              | Pts | PJ | PG | PE | PP | GF | GC | DG  |
| ------------------- | --- | -- | -- | -- | -- | -- | -- | --- |
| F.C. Tokyo          | 11  | 6  | 3  | 2  | 1  | 12 | 5  | +7  |
| Yokohama F. Marinos | 11  | 6  | 3  | 2  | 1  | 10 | 5  | +5  |
| Vegalta Sendai      | 7   | 6  | 2  | 1  | 3  | 9  | 11 | -2  |
| Kashiwa Reysol      | 3   | 6  | 0  | 3  | 3  | 3  | 13 | -10 |

| \| Fecha \| Lugar \| Local \| Resultado \| Visitante \| \| ----------- \| -------- \| ------------------- \| --------- \| ------------------- \| \| 8 de marzo \| Kashiwa \| Kashiwa Reysol \| 1:1 \| Vegalta Sendai \| \| 8 de marzo \| Yokohama \| Yokohama F. Marinos \| 1:0 \| F.C. Tokyo \| \| 15 de marzo \| Tokio \| F.C. Tokyo \| 2:2 \| Yokohama F. Marinos \| \| 15 de marzo \| Sendai \| Vegalta Sendai \| 4:1 \| Kashiwa Reysol \| \| 9 de abril \| Kashiwa \| Kashiwa Reysol \| 0:3 \| Yokohama F. Marinos \| \| 9 de abril \| Tokio \| F.C. Tokyo \| 4:1 \| Vegalta Sendai \| \| 23 de abril \| Tokio \| F.C. Tokyo \| 4:0 \| Kashiwa Reysol \| \| 23 de abril \| Yokohama \| Yokohama F. Marinos \| 0:2 \| Vegalta Sendai \| \| 2 de julio \| Sendai \| Vegalta Sendai \| 0:3 \| Yokohama F. Marinos \| \| 2 de julio \| Kashiwa \| Kashiwa Reysol \| 0:0 \| F.C. Tokyo \| \| 16 de julio \| Sendai \| Vegalta Sendai \| 1:2 \| F.C. Tokyo \| \| 16 de julio \| Yokohama \| Yokohama F. Marinos \| 1:1 \| Kashiwa Reysol \| |          |                     |           |                     |
| Fecha | Lugar    | Local               | Resultado | Visitante           |
| 8 de marzo | Kashiwa  | Kashiwa Reysol      | 1:1       | Vegalta Sendai      |
| 8 de marzo | Yokohama | Yokohama F. Marinos | 1:0       | F.C. Tokyo          |
| 15 de marzo | Tokio    | F.C. Tokyo          | 2:2       | Yokohama F. Marinos |
| 15 de marzo | Sendai   | Vegalta Sendai      | 4:1       | Kashiwa Reysol      |
| 9 de abril | Kashiwa  | Kashiwa Reysol      | 0:3       | Yokohama F. Marinos |
| 9 de abril | Tokio    | F.C. Tokyo          | 4:1       | Vegalta Sendai      |
| 23 de abril | Tokio    | F.C. Tokyo          | 4:0       | Kashiwa Reysol      |
| 23 de abril | Yokohama | Yokohama F. Marinos | 0:2       | Vegalta Sendai      |
| 2 de julio | Sendai   | Vegalta Sendai      | 0:3       | Yokohama F. Marinos |
| 2 de julio | Kashiwa  | Kashiwa Reysol      | 0:0       | F.C. Tokyo          |
| 16 de julio | Sendai   | Vegalta Sendai      | 1:2       | F.C. Tokyo          |
| 16 de julio | Yokohama | Yokohama F. Marinos | 1:1       | Kashiwa Reysol      |

### Grupo C
| Equipo              | Pts | PJ | PG | PE | PP | GF | GC | DG |
| ------------------- | --- | -- | -- | -- | -- | -- | -- | -- |
| Gamba Osaka         | 7   | 4  | 2  | 1  | 1  | 8  | 6  | +2 |
| Cerezo Osaka        | 5   | 4  | 1  | 2  | 1  | 4  | 4  | 0  |
| JEF United Ichihara | 4   | 4  | 1  | 1  | 2  | 5  | 7  | -2 |

| \| Fecha \| Lugar \| Local \| Resultado \| Visitante \| \| ----------- \| -------- \| ------------------- \| --------- \| ------------------- \| \| 8 de marzo \| Suita \| Gamba Osaka \| 1:0 \| Cerezo Osaka \| \| 15 de marzo \| Ichihara \| JEF United Ichihara \| 1:2 \| Cerezo Osaka \| \| 9 de abril \| Osaka \| Cerezo Osaka \| 0:0 \| JEF United Ichihara \| \| 23 de abril \| Osaka \| Cerezo Osaka \| 2:2 \| Gamba Osaka \| \| 2 de julio \| Suita \| Gamba Osaka \| 4:2 \| JEF United Ichihara \| \| 16 de julio \| Ichihara \| JEF United Ichihara \| 2:1 \| Gamba Osaka \| |          |                     |           |                     |
| Fecha | Lugar    | Local               | Resultado | Visitante           |
| 8 de marzo | Suita    | Gamba Osaka         | 1:0       | Cerezo Osaka        |
| 15 de marzo | Ichihara | JEF United Ichihara | 1:2       | Cerezo Osaka        |
| 9 de abril | Osaka    | Cerezo Osaka        | 0:0       | JEF United Ichihara |
| 23 de abril | Osaka    | Cerezo Osaka        | 2:2       | Gamba Osaka         |
| 2 de julio | Suita    | Gamba Osaka         | 4:2       | JEF United Ichihara |
| 16 de julio | Ichihara | JEF United Ichihara | 2:1       | Gamba Osaka         |

### Grupo D
| Equipo               | Pts | PJ | PG | PE | PP | GF | GC | DG |
| -------------------- | --- | -- | -- | -- | -- | -- | -- | -- |
| Nagoya Grampus Eight | 8   | 4  | 2  | 2  | 0  | 3  | 1  | +2 |
| Kyoto Purple Sanga   | 5   | 4  | 1  | 2  | 1  | 5  | 5  | 0  |
| Oita Trinita         | 2   | 4  | 0  | 2  | 2  | 5  | 7  | -2 |

| \| Fecha \| Lugar \| Local \| Resultado \| Visitante \| \| ----------- \| ------ \| -------------------- \| --------- \| -------------------- \| \| 8 de marzo \| Kioto \| Kyoto Purple Sanga \| 3:2 \| Oita Trinita \| \| 15 de marzo \| Ōita \| Oita Trinita \| 0:1 \| Nagoya Grampus Eight \| \| 9 de abril \| Nagoya \| Nagoya Grampus Eight \| 0:0 \| Kyoto Purple Sanga \| \| 23 de abril \| Ōita \| Oita Trinita \| 2:2 \| Kyoto Purple Sanga \| \| 2 de julio \| Nagoya \| Nagoya Grampus Eight \| 1:1 \| Oita Trinita \| \| 16 de julio \| Kioto \| Kyoto Purple Sanga \| 0:1 \| Nagoya Grampus Eight \| |        |                      |           |                      |
| Fecha | Lugar  | Local                | Resultado | Visitante            |
| 8 de marzo | Kioto  | Kyoto Purple Sanga   | 3:2       | Oita Trinita         |
| 15 de marzo | Ōita   | Oita Trinita         | 0:1       | Nagoya Grampus Eight |
| 9 de abril | Nagoya | Nagoya Grampus Eight | 0:0       | Kyoto Purple Sanga   |
| 23 de abril | Ōita   | Oita Trinita         | 2:2       | Kyoto Purple Sanga   |
| 2 de julio | Nagoya | Nagoya Grampus Eight | 1:1       | Oita Trinita         |
| 16 de julio | Kioto  | Kyoto Purple Sanga   | 0:1       | Nagoya Grampus Eight |

## Fase final

### Cuadro de desarrollo
|  | Cuartos de final     | Cuartos de final  | Cuartos de final   |   |                    | Semifinales      | Semifinales      | Semifinales      |  |                 | Final          | Final          |  |
|  | 13 y 27 de agosto    | 13 y 27 de agosto | 13 y 27 de agosto  |   |                    | 1 y 8 de octubre | 1 y 8 de octubre | 1 y 8 de octubre |  |                 | 3 de noviembre | 3 de noviembre |  |
|  |                      |                   |                    |   |                    |                  |                  |                  |  |                 |                |                |  |
|  |                      |                   |                    |   |                    |                  |                  |                  |  |                 |                |                |  |
|  | Júbilo Iwata         | 1                 | 3                  |   |                    |                  |                  |                  |  |                 |                |                |  |
|  | Júbilo Iwata         | 1                 | 3                  |   |                    |                  |                  |                  |  |                 |                |                |  |
|  | Yokohama F. Marinos  | 0                 | 0                  |   |                    |                  |                  |                  |  |                 |                |                |  |
|  | Yokohama F. Marinos  | 0                 | 0                  |   | Júbilo Iwata       | 1                | 0                |                  |  |                 |                |                |  |
|  |                      |                   |                    |   | Júbilo Iwata       | 1                | 0                |                  |  |                 |                |                |  |
|  |                      |                   | Kashima Antlers    | 0 | 2                  |                  |                  |                  |  |                 |                |                |  |
|  | Nagoya Grampus Eight | 1                 | Kashima Antlers    | 0 | 2                  | 0                |                  |                  |  |                 |                |                |  |
|  | Nagoya Grampus Eight | 1                 |                    |   |                    |                  |                  |                  |  |                 |                |                |  |
|  | Kashima Antlers      | 5                 | 1                  |   |                    |                  |                  |                  |  |                 |                |                |  |
|  | Kashima Antlers      | 5                 | 1                  |   |                    |                  |                  |                  |  | Kashima Antlers | 0              |                |  |
|  |                      |                   |                    |   |                    |                  |                  |                  |  | Kashima Antlers | 0              |                |  |
|  |                      |                   | Urawa Red Diamonds | 4 |                    |                  |                  |                  |  |                 |                |                |  |
|  | F.C. Tokyo           | 2                 | Urawa Red Diamonds | 4 | 0                  |                  |                  |                  |  |                 |                |                |  |
|  | F.C. Tokyo           | 2                 |                    |   |                    |                  |                  |                  |  |                 |                |                |  |
|  | Urawa Red Diamonds   | 2                 | 2                  |   |                    |                  |                  |                  |  |                 |                |                |  |
|  | Urawa Red Diamonds   | 2                 | 2                  |   | Urawa Red Diamonds | 0                | 6                |                  |  |                 |                |                |  |
|  |                      |                   |                    |   | Urawa Red Diamonds | 0                | 6                |                  |  |                 |                |                |  |
|  |                      |                   | Shimizu S-Pulse    | 1 | 1                  |                  |                  |                  |  |                 |                |                |  |
|  | Gamba Osaka          | 1                 | Shimizu S-Pulse    | 1 | 1                  | 2                |                  |                  |  |                 |                |                |  |
|  | Gamba Osaka          | 1                 |                    |   |                    |                  |                  |                  |  |                 |                |                |  |
|  | Shimizu S-Pulse      | 1                 | 3                  |   |                    |                  |                  |                  |  |                 |                |                |  |
|  | Shimizu S-Pulse      | 1                 | 3                  |   |                    |                  |                  |                  |  |                 |                |                |  |
|  |                      |                   |                    |   |                    |                  |                  |                  |  |                 |                |                |  |

- En cuartos de final y semifinales, el equipo de arriba es el que ejerció la localía en el partido de vuelta.
- Los horarios de los partidos corresponden al huso horario de Japón: (UTC+9)

### Cuartos de final
| 13 de agosto de 2003, 19:02 | Yokohama F. Marinos | 0:1 (0:1) | Júbilo Iwata | Estadio Internacional, Yokohama                          |                                                          |
|                             |                     | Reporte   | Nishino 19'  | Asistencia: 12.016 espectadores Árbitro(s): Akio Okutani | Asistencia: 12.016 espectadores Árbitro(s): Akio Okutani |

| 27 de agosto de 2003, 19:00 | Júbilo Iwata                               | 3:0 (0:0) | Yokohama F. Marinos | Estadio Yamaha, Iwata                                  |                                                        |
|                             | Rodrigo Gral 56' · Maeda 69' · Nishino 85' | Reporte   |                     | Asistencia: 8.808 espectadores Árbitro(s): Kiyoshi Ōta | Asistencia: 8.808 espectadores Árbitro(s): Kiyoshi Ōta |

| 13 de agosto de 2003, 19:00 | Kashima Antlers                                           | 5:1 (1:0) | Nagoya Grampus Eight | Estadio de Kashima, Kashima                                    |                                                                |
|                             | Euller 39' · Ogasawara 55' · Nakata 61', 71' · Hirase 80' | Reporte   | Yoshimura 87'        | Asistencia: 9.525 espectadores Árbitro(s): Yoshitsugu Katayama | Asistencia: 9.525 espectadores Árbitro(s): Yoshitsugu Katayama |

| 27 de agosto de 2003, 19:03 | Nagoya Grampus Eight | 0:1 (0:0) | Kashima Antlers | Estadio Atlético Mizuho, Nagoya                           |                                                           |
|                             |                      | Reporte   | Sōma 87'        | Asistencia: 7.751 espectadores Árbitro(s): Kazuhisa Osada | Asistencia: 7.751 espectadores Árbitro(s): Kazuhisa Osada |

| 13 de agosto de 2003, 19:04 | Urawa Red Diamonds         | 2:2 (0:1) | F.C. Tokyo    | Estadio Urawa Komaba, Saitama                                  |                                                                |
|                             | Emerson 64' · Chishima 89' | Reporte   | Toda 28', 86' | Asistencia: 15.362 espectadores Árbitro(s): Toshimitsu Yoshida | Asistencia: 15.362 espectadores Árbitro(s): Toshimitsu Yoshida |

| 27 de agosto de 2003, 19:04 | F.C. Tokyo | 0:2 (0:0) | Urawa Red Diamonds | Estadio Ajinomoto, Chōfu                                 |                                                          |
|                             |            | Reporte   | Emerson 60', 89'   | Asistencia: 17.343 espectadores Árbitro(s): Akio Okutani | Asistencia: 17.343 espectadores Árbitro(s): Akio Okutani |

| 13 de agosto de 2003, 19:01 | Shimizu S-Pulse | 1:1 (0:0) | Gamba Osaka | Estadio Atlético Kusanagi, Shizuoka                      |                                                          |
|                             | J.H. Ahn 51'    | Reporte   | Magrão 78'  | Asistencia: 9.070 espectadores Árbitro(s): Naotsugu Fuse | Asistencia: 9.070 espectadores Árbitro(s): Naotsugu Fuse |

| 27 de agosto de 2003, 19:02 | Gamba Osaka              | 2:3 (0:1) | Shimizu S-Pulse                     | Estadio de la Expo '70 de Osaka, Suita                         |                                                                |
|                             | Ōguro 70' · Miyamoto 82' | Reporte   | Émerson 31' · Morioka 76' · Ōta 89' | Asistencia: 6.053 espectadores Árbitro(s): Yoshitsugu Katayama | Asistencia: 6.053 espectadores Árbitro(s): Yoshitsugu Katayama |

### Semifinales
| 1 de octubre de 2003, 19:00 | Kashima Antlers | 0:1 (0:0) | Júbilo Iwata | Estadio de Kashima, Kashima                                   |                                                               |
|                             |                 | Reporte   | Živković 87' | Asistencia: 9.915 espectadores Árbitro(s): Toshimitsu Yoshida | Asistencia: 9.915 espectadores Árbitro(s): Toshimitsu Yoshida |

| 8 de octubre de 2003, 19:00 | Júbilo Iwata | 0:2 (0:0) | Kashima Antlers             | Estadio Yamaha, Iwata                                       |                                                             |
|                             |              | Reporte   | Fernando 47' · Motoyama 61' | Asistencia: 11.471 espectadores Árbitro(s): Masayoshi Okada | Asistencia: 11.471 espectadores Árbitro(s): Masayoshi Okada |

| 1 de octubre de 2003, 19:04 | Shimizu S-Pulse | 1:0 (1:0) | Urawa Red Diamonds | Estadio Nihondaira, Shizuoka                           |                                                        |
|                             | J.H. Ahn 23'    | Reporte   |                    | Asistencia: 8.048 espectadores Árbitro(s): Kiyoshi Ōta | Asistencia: 8.048 espectadores Árbitro(s): Kiyoshi Ōta |

| 8 de octubre de 2003, 19:04 | Urawa Red Diamonds                                   | 6:1 (2:0) | Shimizu S-Pulse | Estadio Urawa Komaba, Saitama                              |                                                            |
|                             | Tanaka 26', 44' · Emerson 54', 57', 62' · Yamase 70' | Reporte   | Tuto 77'        | Asistencia: 18.486 espectadores Árbitro(s): Jōji Kashihara | Asistencia: 18.486 espectadores Árbitro(s): Jōji Kashihara |

### Final
| 3 de noviembre de 2003, 14:09 | Kashima Antlers | 0:4 (0:1) | Urawa Red Diamonds                         | Estadio Nacional, Tokio                                   |                                                           |
|                               |                 | Reporte   | Yamase 13' · Emerson 48', 86' · Tanaka 56' | Asistencia: 51.758 espectadores Árbitro(s): Tōru Kamikawa | Asistencia: 51.758 espectadores Árbitro(s): Tōru Kamikawa |

#### Detalles
| 21         | Guardameta     | Hitoshi Sogahata |     |
| 2          | Defensa        | Akira Narahashi  |     |
| 20         | Defensa        | Tomohiko Ikeuchi | 59' |
| 3          | Defensa        | Yutaka Akita     |     |
| 4          | Defensa        | Gō Ōiwa          |     |
| 22         | Defensa        | Tatsuya Ishikawa | 59' |
| 6          | Centrocampista | Yasuto Honda     |     |
| 24         | Centrocampista | Takeshi Aoki     |     |
| 8          | Centrocampista | Mitsuo Ogasawara |     |
| 9          | Delantero      | Euller           | 26' |
| 26         | Delantero      | Masaki Fukai     |     |
| Entrenador | Entrenador     | Toninho Cerezo   |     |

| 23         | Guardameta     | Ryōta Tsuzuki    |     |
| 2          | Defensa        | Keisuke Tsuboi   |     |
| 3          | Defensa        | Ned Zelić        |     |
| 29         | Defensa        | Yuri Nikíforov   |     |
| 6          | Centrocampista | Nobuhisa Yamada  |     |
| 13         | Centrocampista | Keita Suzuki     |     |
| 19         | Centrocampista | Hideki Uchidate  |     |
| 14         | Centrocampista | Tadaaki Hirakawa |     |
| 8          | Centrocampista | Kōji Yamase      | 84' |
| 11         | Delantero      | Tatsuya Tanaka   | 82' |
| 10         | Delantero      | Emerson          |     |
| Entrenador | Entrenador     | Hans Ooft        |     |

| 27 | Delantero      | Yūki Nakashima | 26' |
| 25 | Centrocampista | Takuya Nozawa  | 59' |
| 7  | Defensa        | Naoki Sōma     | 59' |

| 9  | Delantero      | Yūichirō Nagai | 82' |
| 17 | Centrocampista | Makoto Hasebe  | 84' |

| Anotado | 13' | Kōji Yamase    | 0-1 |
| Anotado | 48' | Emerson        | 0-2 |
| Anotado | 56' | Tatsuya Tanaka | 0-3 |
| Anotado | 86' | Emerson        | 0-4 |

| Amonestado | 9'  | Gō Ōiwa          |
| Amonestado | 15' | Tomohiko Ikeuchi |
| Amonestado | 29' | Mitsuo Ogasawara |
| Amonestado | 79' | Yasuto Honda     |

| Amonestado | 33' | Yuri Nikíforov |
| Amonestado | 53' | Keita Suzuki   |
| Amonestado | 77' | Ned Zelić      |

| Otorgado · Expulsado | 60' | Mitsuo Ogasawara |

| Árbitro             | Tōru Kamikawa   |
| Árbitros asistentes | Noboru Ishiyama |
| Árbitros asistentes | Toshiyuki Nagi  |
| Cuarto árbitro      | Jōji Kashihara  |

| 21         | Guardameta     | Hitoshi Sogahata |     |
| 2          | Defensa        | Akira Narahashi  |     |
| 20         | Defensa        | Tomohiko Ikeuchi | 59' |
| 3          | Defensa        | Yutaka Akita     |     |
| 4          | Defensa        | Gō Ōiwa          |     |
| 22         | Defensa        | Tatsuya Ishikawa | 59' |
| 6          | Centrocampista | Yasuto Honda     |     |
| 24         | Centrocampista | Takeshi Aoki     |     |
| 8          | Centrocampista | Mitsuo Ogasawara |     |
| 9          | Delantero      | Euller           | 26' |
| 26         | Delantero      | Masaki Fukai     |     |
| Entrenador | Entrenador     | Toninho Cerezo   |     |

| 23         | Guardameta     | Ryōta Tsuzuki    |     |
| 2          | Defensa        | Keisuke Tsuboi   |     |
| 3          | Defensa        | Ned Zelić        |     |
| 29         | Defensa        | Yuri Nikíforov   |     |
| 6          | Centrocampista | Nobuhisa Yamada  |     |
| 13         | Centrocampista | Keita Suzuki     |     |
| 19         | Centrocampista | Hideki Uchidate  |     |
| 14         | Centrocampista | Tadaaki Hirakawa |     |
| 8          | Centrocampista | Kōji Yamase      | 84' |
| 11         | Delantero      | Tatsuya Tanaka   | 82' |
| 10         | Delantero      | Emerson          |     |
| Entrenador | Entrenador     | Hans Ooft        |     |

| 27 | Delantero      | Yūki Nakashima | 26' |
| 25 | Centrocampista | Takuya Nozawa  | 59' |
| 7  | Defensa        | Naoki Sōma     | 59' |

| 9  | Delantero      | Yūichirō Nagai | 82' |
| 17 | Centrocampista | Makoto Hasebe  | 84' |

| Anotado | 13' | Kōji Yamase    | 0-1 |
| Anotado | 48' | Emerson        | 0-2 |
| Anotado | 56' | Tatsuya Tanaka | 0-3 |
| Anotado | 86' | Emerson        | 0-4 |

| Amonestado | 9'  | Gō Ōiwa          |
| Amonestado | 15' | Tomohiko Ikeuchi |
| Amonestado | 29' | Mitsuo Ogasawara |
| Amonestado | 79' | Yasuto Honda     |

| Amonestado | 33' | Yuri Nikíforov |
| Amonestado | 53' | Keita Suzuki   |
| Amonestado | 77' | Ned Zelić      |

| Otorgado · Expulsado | 60' | Mitsuo Ogasawara |

| Árbitro             | Tōru Kamikawa   |
| Árbitros asistentes | Noboru Ishiyama |
| Árbitros asistentes | Toshiyuki Nagi  |
| Cuarto árbitro      | Jōji Kashihara  |

|                                        |
| Bandera de la Prefectura de Saitama    |
| Campeón Urawa Red Diamonds 1.er título |

## Estadísticas

### Goleadores
| Jugador                                  | Club                | Goles | PJ |
| ---------------------------------------- | ------------------- | ----- | -- |
| Emerson                                  | Urawa Red Diamonds  | 8     | 9  |
| Rodrigo Gral                             | Júbilo Iwata        | 5     | 10 |
| Ryōichi Maeda                            | Júbilo Iwata        | 5     | 9  |
| Hisato Satō                              | Vegalta Sendai      | 4     | 6  |
| Tatsuya Tanaka                           | Urawa Red Diamonds  | 4     | 10 |
| Marquinhos                               | Yokohama F. Marinos | 4     | 7  |
| Yasumasa Nishino                         | Júbilo Iwata        | 4     | 7  |
| Última actualización: 11 de mayo de 2017 |                     |       |    |

### Mejor Jugador
| Jugador        | Club               |
| -------------- | ------------------ |
| Tatsuya Tanaka | Urawa Red Diamonds |

### Premio Nuevo Héroe
El Premio Nuevo Héroe es entregado al mejor jugador del torneo menor de 23 años.
| Jugador        | Club               |
| -------------- | ------------------ |
| Tatsuya Tanaka | Urawa Red Diamonds |